# Zale mexicana
Zale mexicana là một loài bướm đêm trong họ Erebidae.